# بلاو (اسن)
بلاو (به فرانسوی: Belleu) یک کمون در فرانسه است که در ان (ا-دو-فرانس) واقع شده‌است. بلاو ۴٫۵۳ کیلومتر مربع مساحت دارد ۶۷ متر بالاتر از سطح دریا واقع شده‌است.